# SS Coptic (1881)
SS Coptic byl parník společnosti White Star Line vybudovaný v loděnicích Harland & Wolff v Belfastu.
Coptic byl sesterskou lodí Arabiku a měl podobnou specifikaci – byl 131,1 m dlouhý, 12,9 m široký, poháněn byl parními motory s výkonem 550 hp a tonáž 4 367 BRT. Sloužil nejprve na lince Liverpool - New York, od roku 1884 pak na trase Liverpool - Nový Zéland. V roce 1894 dostal nové trojexpanzní parní motory. Od roku 1895 sloužil pro Occidental & Oriental services. Roku 1906 byl prodán společnosti Pacific Mail. Nakonec byl v roce 1925 v Ósace sešrotován.